# 2302-es mellékút (Magyarország)
A 2302-es számú mellékút egy négy számjegyű mellékút Nógrád vármegyében.

## Nyomvonala
A 21-es főútból ágazik ki, annak 52+700-as kilométerszelvénye közelében egy körforgalmú csomópontból, Zagyvapálfalva közigazgatási területén, keleti irányban. Kevéssel ezután keresztezi a Hatvan–Somoskőújfalu-vasútvonalat és a Tarján-patakot – ott ágazik ki belőle a vasút Zagyvapálfalva vasútállomásához vezető 23 302-es út –, majd délebbnek fordul. Végighúzódik Alsópálfalva településrészen, majd 2 kilométer után átlép Vizslásra, melynek központját körülbelül 3,5 kilométer megtétele után éri el. Nem sokkal a 6. kilométere után, már Kazáron beletorkollik a 23 117-es út, északnyugat felől, Salgótarján forgáchtelepi városrésze irányából, majd a falu lakott területén végighalad annak főutcájaként. Kazár délkeleti külterületén torkollik a 2301-es útba, nagyjából annak 4+400-as kilométerszelvényénél, ez utóbbi mellékút itt éles iránytöréssel felveszi a 2302-es által szinte végig követett keleti irányt.
Teljes hossza, az országos közutak térképes nyilvántartását szolgáló kira.kozut.hu adatbázisa szerint 8,580 kilométer.